# Jelcz M120I
A Jelcz M120I egy 2004-2007 között gyártott lengyel városi autóbusz.

## Története
2004-ben mutatták be a 120M buszcsalád újabb változatát. Az új modell az olasz Iveco F4 AE 0682C motort használja 239 LE maximális teljesítménnyel és a ZF manuális 6 fokozatú sebességváltóval. A busz esztétikusabb első és hátsó falat is kapott. A jármű belsejét modernizálták. Jelcz 65 N első és Jelcz MT 1032A hátsó tengelyeket használtak.
Ezt a járművet 2007-ben vezették ki a gyártó kínálatából.

## Jelcz M120M / 4 CNG Supero
Elkészült a Jelcz M120M / 4 CNG Supero változat is, amelyet CNG- gázzal való működésre alakítottak át az Euro 4 szabvány követelményeinek megfelelő motorral. E2866 DUH 03 típusú MAN motor hajtotta, űrtartalma 11,9 dm 3 , maximális teljesítménye 180 kW (245 LE). Ez a modell 2008-ig maradt a Jelcz cég kínálatában.

## Fordítás
Ez a szócikk részben vagy egészben  a   Jelcz M120I című lengyel Wikipédia-szócikk ezen változatának fordításán alapul.  Az eredeti cikk szerkesztőit annak laptörténete sorolja fel. Ez a jelzés csupán a megfogalmazás eredetét és a szerzői jogokat jelzi, nem szolgál a cikkben szereplő információk forrásmegjelöléseként.